# Wollaston (Mondkrater)
Wollaston ist ein Einschlagkrater auf der nordwestlichen Mondvorderseite in der Ebene des Oceanus Procellarum.
Er liegt nordwestlich des Kraters Krieger.
Der Krater ist schalenförmig, der Rand kaum erodiert.
| Buchstabe | Position           | Durchmesser | Link |
| --------- | ------------------ | ----------- | ---- |
| D         | 33,15° N, 48,78° W | 4 km        |      |
| N         | 28,36° N, 48,14° W | 6 km        |      |
| P         | 29,25° N, 49,93° W | 4 km        |      |
| R         | 29,47° N, 50,86° W | 6 km        |      |
| U         | 30,97° N, 52,84° W | 3 km        |      |
| V         | 30,87° N, 53,96° W | 3 km        |      |

Der Krater wurde 1935 von der IAU nach dem englischen Arzt, Physiker und Chemiker William Hyde Wollaston offiziell benannt.